# Locorotondo
Locorotondo est une commune italienne de la ville métropolitaine de Bari, dans la région des Pouilles. Elle est connue pour ses vins ainsi que pour son centre historique circulaire, qui lui a valu son nom (littéralement « lieu rond »). Elle figure dans la liste des plus beaux villages d'Italie.

## Géographie
La ville, qui est à 410 mètres d'altitude, se trouve dans la Valle d'Itria, zone de vignobles et d'oliveraies, caractérisée par un habitat dispersé de fermes à trulli.

## Histoire
Locorotondo, du latin locus rotundus, est un nom de lieu provenant du Moyen Âge. Il désigne la colline ronde sur laquelle a été bâti le village.
La première occupation des lieux date de l'ère byzantine (avant le XIe siècle), juste avant les conquêtes normandes. 
Le lieu fut d'abord le fief du monastère bénédictin de Monopoli, plus tard des Hospitaliers de l'ordre de Saint-Jean de Jérusalem et, finalement, des Aragonais.
Le pays de Locorotondo est marqué par un habitat rural dispersé où les habitations à trulli, disposées autour d'un communal (jazzile), sont légion. Ce type d'habitat a pour origine principale le recours au bail emphytéotique par les grands propriétaires terriens du XIXe siècle en vue de la création de parcelles de vigne.

## Population
Au recensement de 2001, la population était de 13 928 habitants.

## Curiosités
- la vieille Porte Napoli, entrée principale de la ville ;
- l'église de la Madonna della Greca, monument national ;
- l’église-mère de Saint-Georges le martyr, édifiée en 1578 ;
- la petite église de San Nicola dy Myra, aux murs couverts de fresques ;
- la tourelle de l'horloge (1819) ;
- le Palace Morelli, demeure aristocratique baroque (début XVIIIe).

La ville ancienne comporte des habitations typiques rectangulaires au toit en bâtière (les cummerse, au singulier cummersa), couvert de lauses (chiancarelle) comme le toit des trulli.

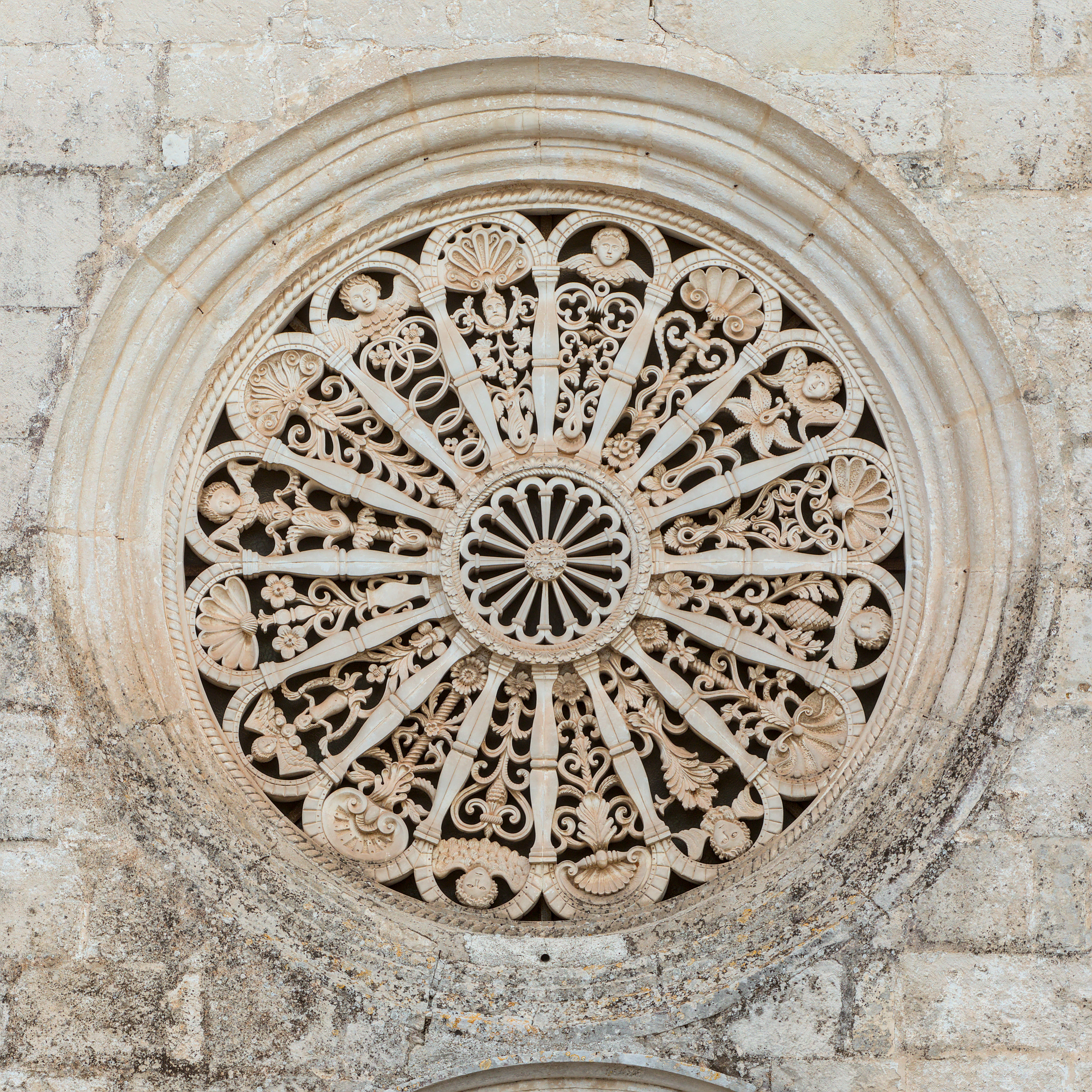
Rosace sur la façade de l'église de la Madonna della Greca.
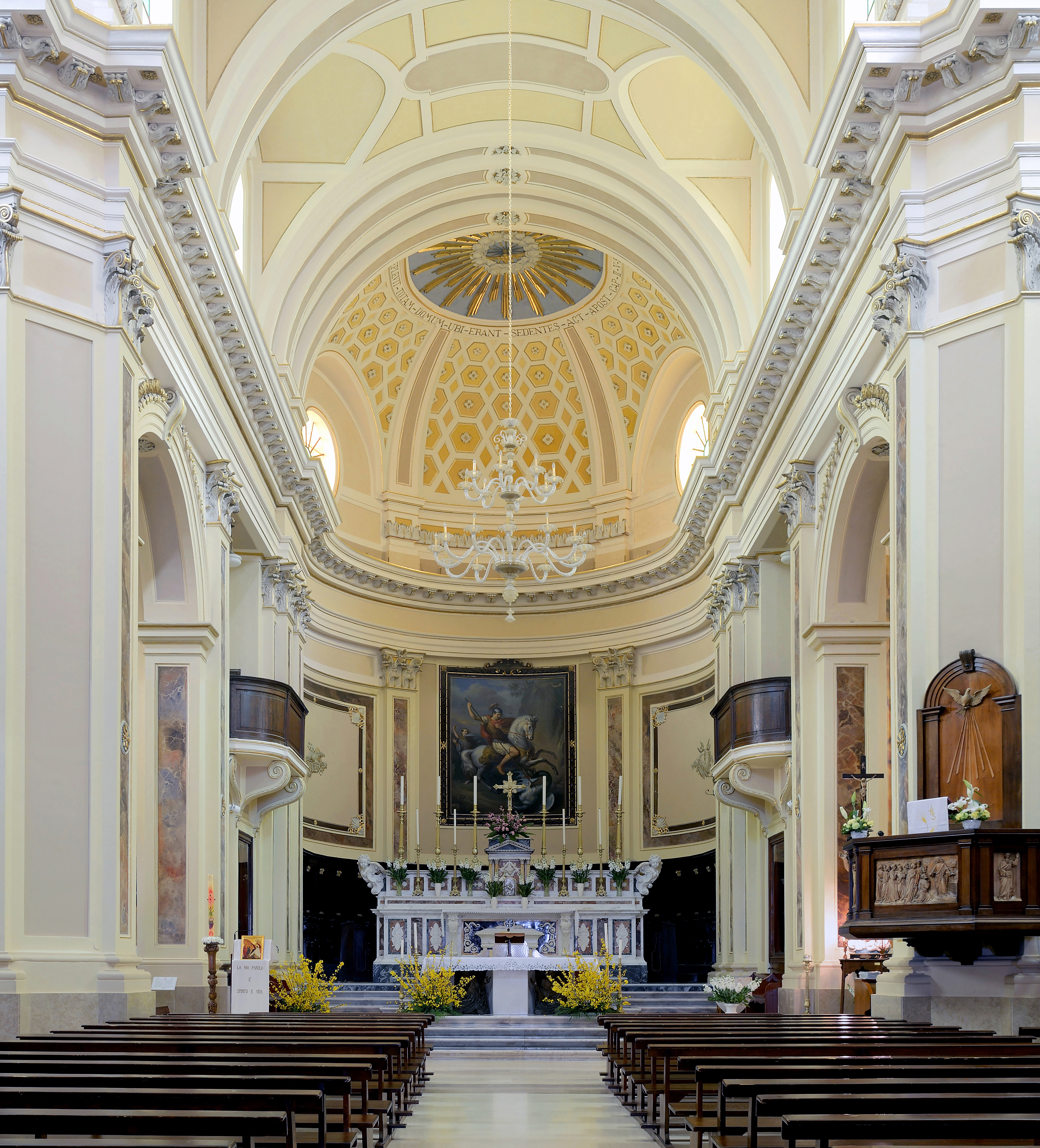
L’église-mère de Saint-Georges le martyr.
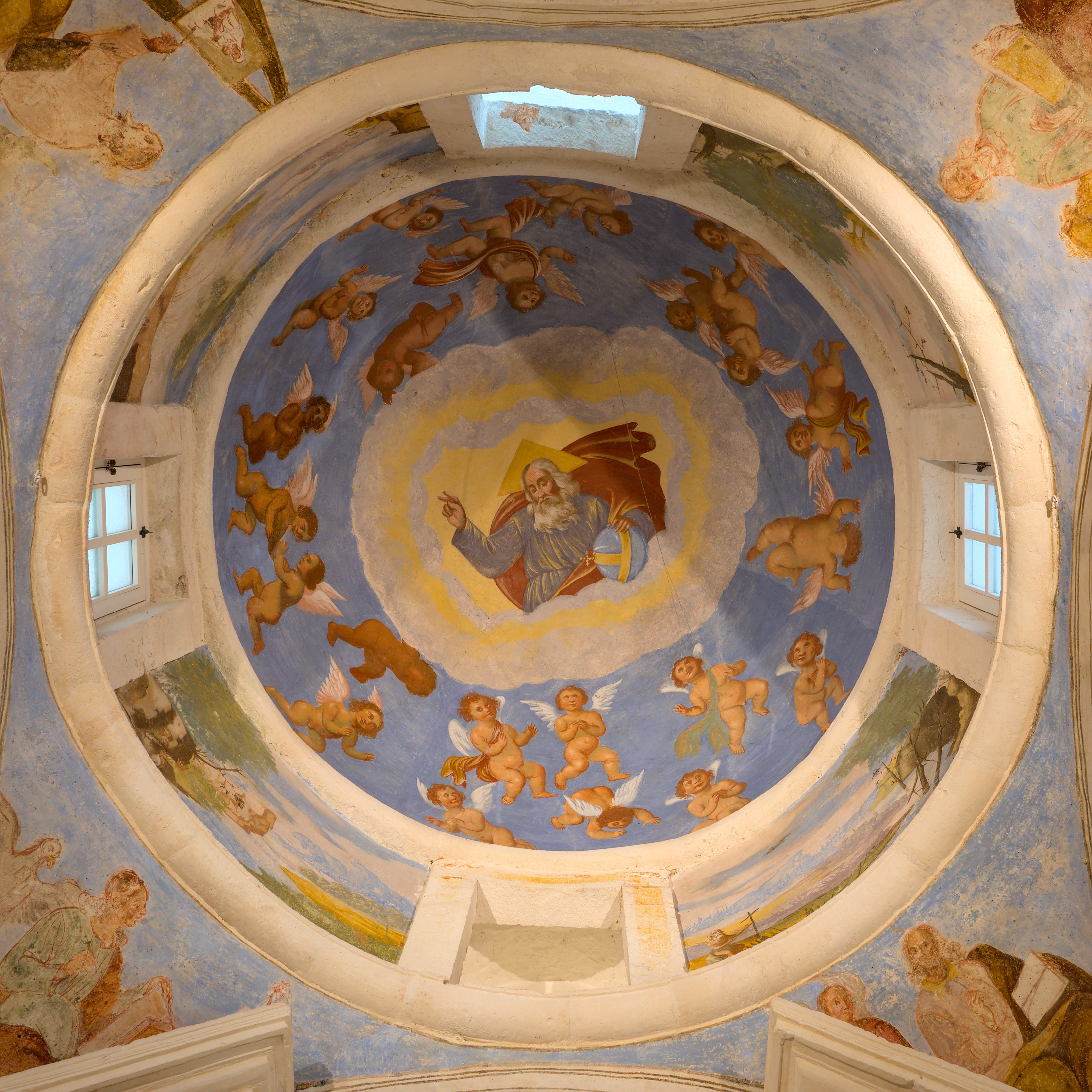
Dôme de l'église de San Nicola dy Myra.
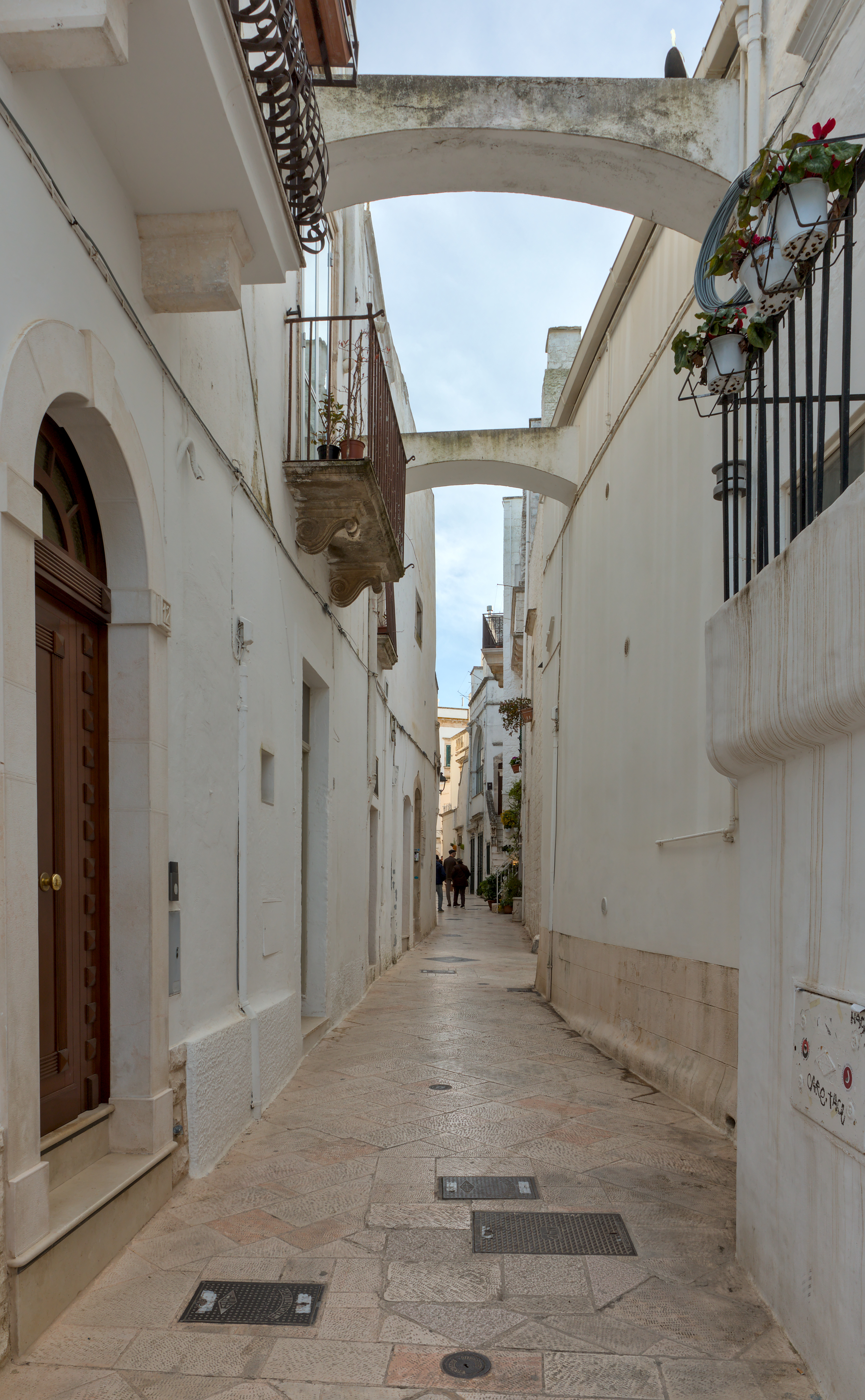
Via Giannone, une ruelle du centre.
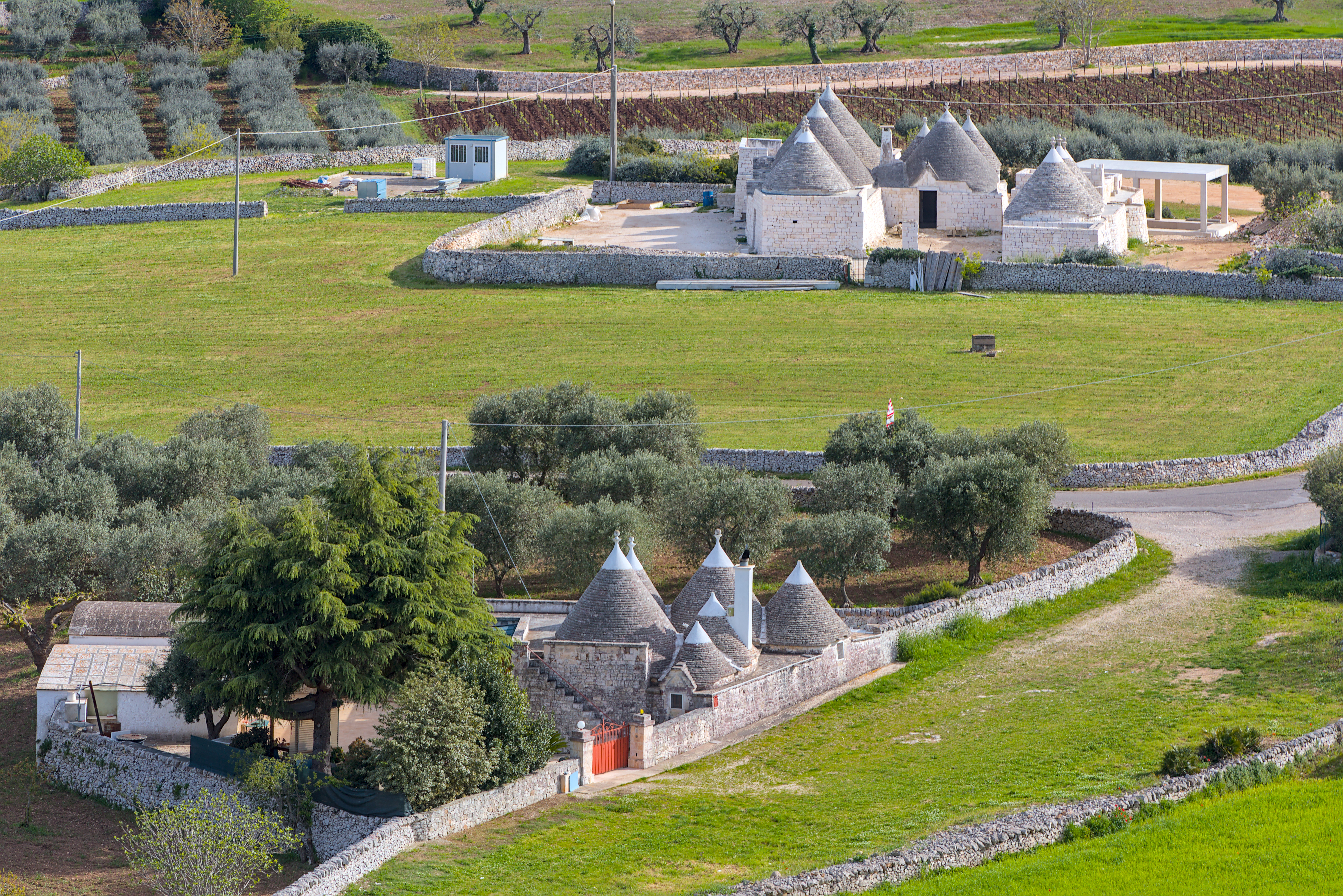
Trulli contemporains vus depuis la Villa Comunale de Locorotondo.

## Économie
La campagne autour de Locorotondo, et surtout la Vallée d'Itria vers Martina Franca, est plantée d'oliviers et de vignobles, produisant les Verdeca et blanc d’Alessano (Bianco Locorotondo D.O.C.).
Le territoire communal fait partie de la zone de production de la mozzarella di Gioia del Colle (AOP).

## Fêtes, foires
- 16 août : fête en honneur du patron, San Rocco, avec la sagra degli involtini soffocati (gnumeredde suffuchete, gastronomie locale) et une compétition de feux d’artifice à la fin des fêtes.

## Administration
| Période                                  | Période    | Identité         | Étiquette               | Qualité     |
| ---------------------------------------- | ---------- | ---------------- | ----------------------- | ----------- |
| 15/04/2008                               | 23/06/2010 | Giorgio Petrelli | Liste civique           | Sindaco     |
| 23/06/2010                               | 29/05/2011 | -                | -                       | Comm. pref. |
| 29/05/2011                               | 06/06/2016 | Tommaso Scatigna | Le Peuple de la liberté | Sindaco     |
| 06/06/2016                               | 06/06/2020 | Tommaso Scatigna | Liste civique           | Sindaco     |
| 06/06/2020                               | En cours   | Antonio Buffano  | Liste civique           | Sindaco     |
| Les données manquantes sont à compléter. |            |                  |                         |             |

### Hameaux
San Marco, Trito, Tagaro.

### Communes limitrophes
Alberobello, Cisternino, Fasano, Martina Franca.